# Cámara frigorífica

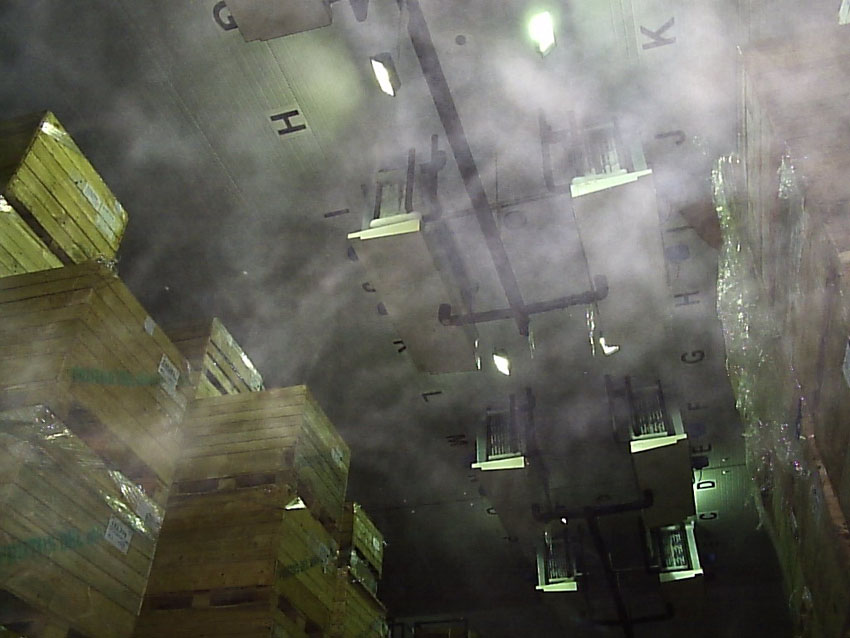
Evaporadores inundados para amoníaco en cámara de refrigeración para frutas.

Un cámara frigorífica (o simplemente frigorífico) es un recinto industrial estatal o privado dotado de instalaciones de frío artificial, que se destina a conservar alimentos u otros productos para su posterior comercialización, que se descompondrían a temperatura ambiente.
El producto agrícola (fruta y hortalizas) es en su gran mayoría perecedero. Después de la cosecha sigue un proceso llamado comúnmente respiración durante el cual los azúcares se combinan con el oxígeno del aire produciendo anhídrido carbónico y agua y despidiendo calor, hasta llegar a la completa maduración del fruto. Al mismo tiempo, los microorganismos que están presentes en los frutos a temperatura ambiente, se alimentan y reproducen a un ritmo exponencial, a medida que se acerca la maduración, destruyendo los tejidos. Se comprobó que si se mantiene el producto cosechado a temperatura menor que la del ambiente, se consigue alargar el período de maduración un tiempo que varía desde 3-4 días hasta 6-8 meses, de acuerdo a la especie y a la variedad.
La carne de animales (bovinos, porcinos, peces, aves) después de sacrificados no siguen ningún proceso natural salvo el ataque de microorganismos que, a temperatura ambiente, atacan los tejidos. La carne deja de ser comestible en 2-3 días. También en este caso, manteniendo la carne a temperaturas bajas, el proceso de deterioro se puede evitar y así consumir la carne varios meses después del sacrificio.
La posibilidad de ofrecer fruta y carne durante un período más largo tiene una importancia alimenticia y económica muy grande. Para ello se almacenan los productos en cuartos frigoríficos a temperatura apropiada que permite ofrecerlo al consumidor mucho tiempo después de la cosecha. Hay tablas que indican a qué temperatura y humedad relativa y cuál es el tiempo máximo que es necesario mantener cada uno antes de enviarlos al mercado.

## Ciclo frigorífico de un aparato
Desde la prehistoria, el ser humano sabía hacer fuego y calentar, entregar calorías a frutas y hortalizas, pero enfriar, retirar calorías, lo aprendió hace poco tiempo. El físico francés Sadi Carnot en los años 20 del siglo XIX, estudiando la máquina de vapor que Watt había creado en poco tiempo atrás en Inglaterra, desarrolló teorías que fueron la base de la Termodinámica y planteó las fórmulas de la máquina frigorífica. Posteriormente otros físicos hicieron ensayos de máquinas cada vez más perfeccionados y probando diferentes gases hasta que recién a fines del siglo XIX se construyeron los primeros frigoríficos. En 1928 se comenzó con la fabricación en masa de refrigeradoras domésticas y luego camiones, vagones de tren y barcos frigoríficos.

## Equipo de refrigeración

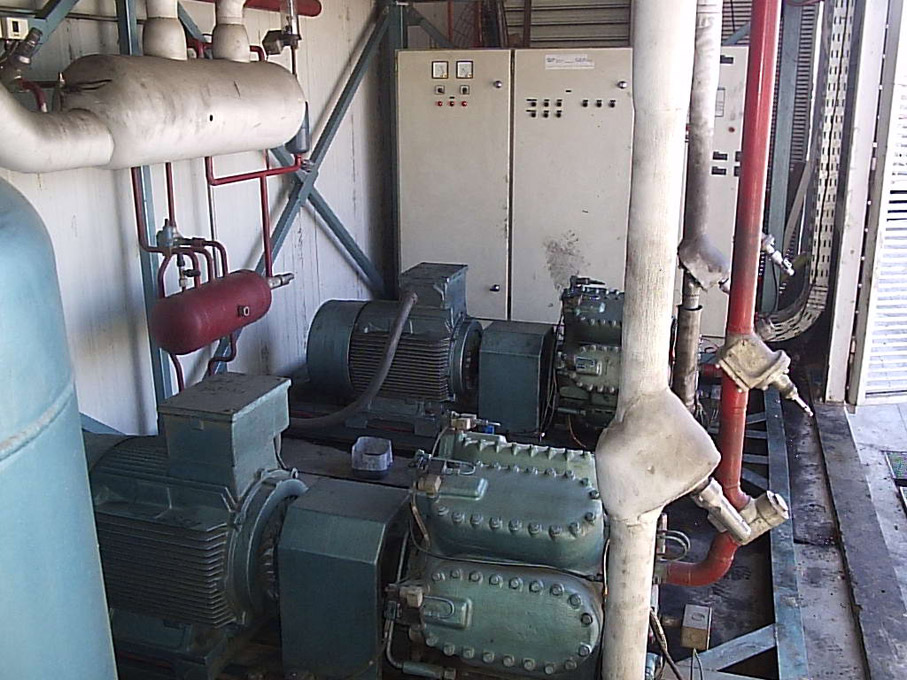
Sala de máquinas industrial de
mediana capacidad para R22.

El equipo de refrigeración comprende un compresor de gas movido por un motor eléctrico, un intercambiador de calor con un caño en forma de zigzag llamado condensador, otro con caño en forma de serpentín llamado evaporador y una válvula de expansión, todos interconectados por caños de cobre formando un circuito cerrado. En el interior de la cañería se introduce el gas refrigerante por medio de una válvula. El compresor y el condensador están fuera de la cámara frigorífica mientras que la válvula de expansión y el evaporador dentro de la cámara, generalmente sobre el marco de la puerta de entrada. Al trabajar el compresor eleva la presión del gas que llega caliente de la cámara por las calorías que tomó de los productos almacenados. Cuando el gas llega a los valores de presión y temperatura previstas le corresponde al gas pasar por el condensador a la fase líquida emitiendo calor latente de fusión. El condensador está provisto de aletas que transmiten el calor que pasa por las paredes del caño al aire. Si es necesario se instala un sistema de lluvia de agua en circuito cerrado que ayuda a disipar el calor. El largo del serpentín está calculado para que el gas licuado salga del condensador a temperatura ambiente. Pasa entonces por la válvula de expansión, ya en el interior de la cámara, y pierde presión. Al llegar al evaporador el gas esta frío y sin presión. le corresponde volver a su estado gaseoso. Necesita calor latente de evaporación. Este lo toma del caño de cobre que por ello se enfría y este a su vez toma calor del aire. Con ayuda de un ventilador se establece una corriente de aire caliente de la cámara que pasa por el serpentín del evaporador entregando calorías del aire y de los productos almacenados. El gas llega caliente al compresor completando el circuito. El proceso continúa enfriando el aire y los productos almacenados hasta que la temperatura llega a +/-1 °C más baja que la fijada. Un termostato cierra la válvula de expansión y un presostato cierra la corriente del compresor. Pasado un tiempo la temperatura sube por el calor que pasa por las paredes y por la apertura de la puerta de la cámara. Cuando llega a +/-1 °C más alta que la fijada se abre la válvula y la corriente. El ciclo vuelve a trabajar.

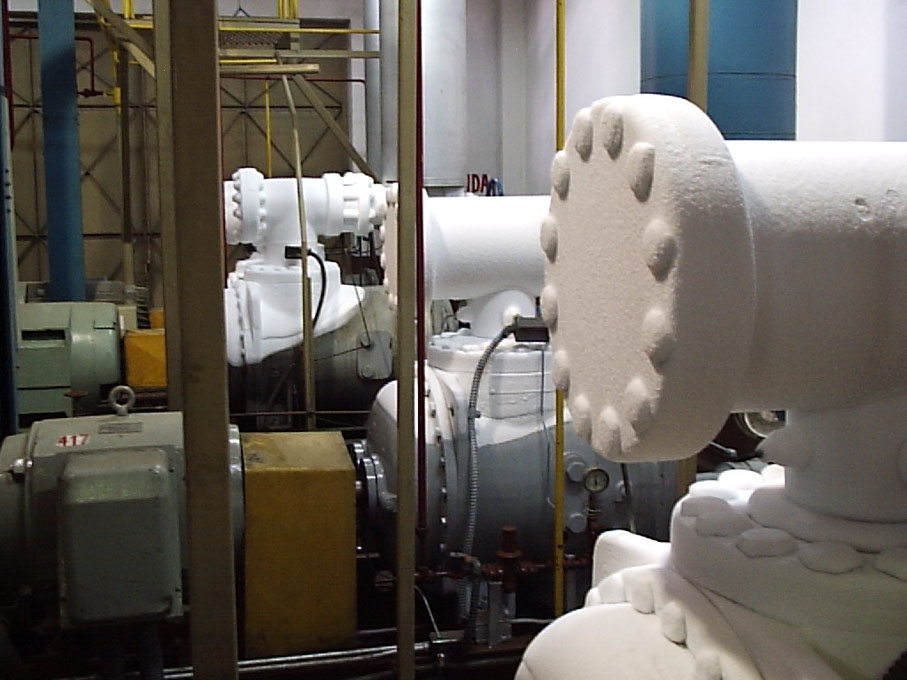
Compresores de tornillo para amoníaco.

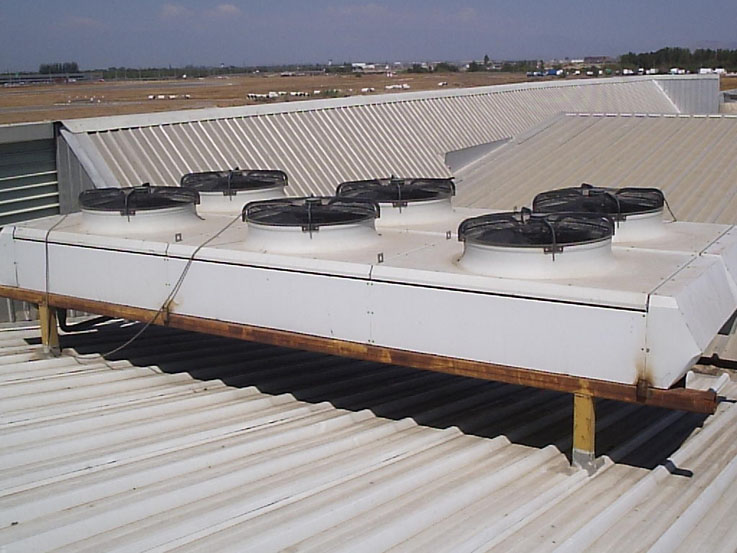
Condensadores industriales enfriados por aire para R22.

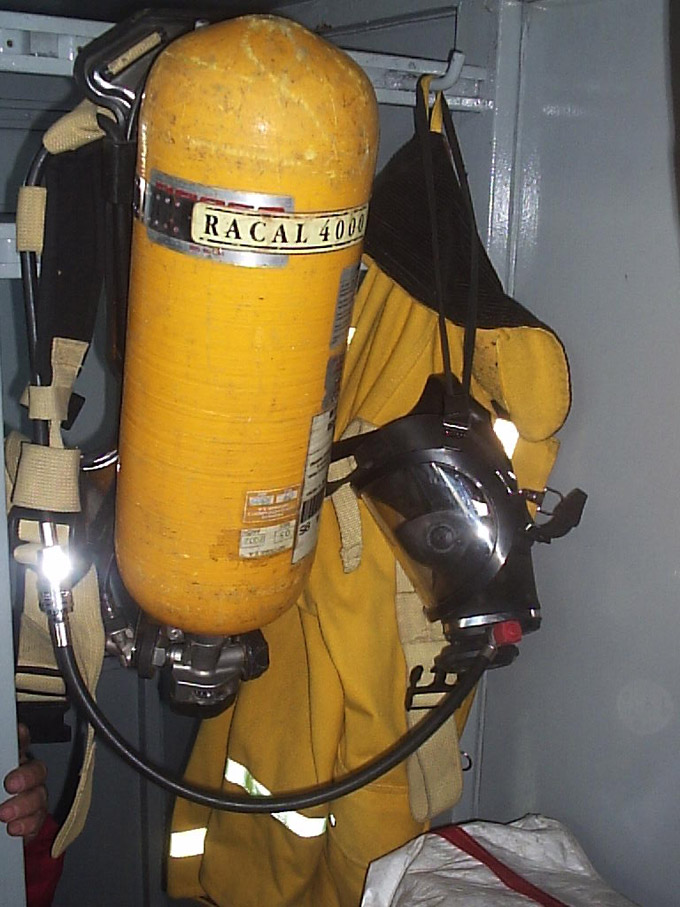
Equipo autónomo de respiración para planta de amoníaco.

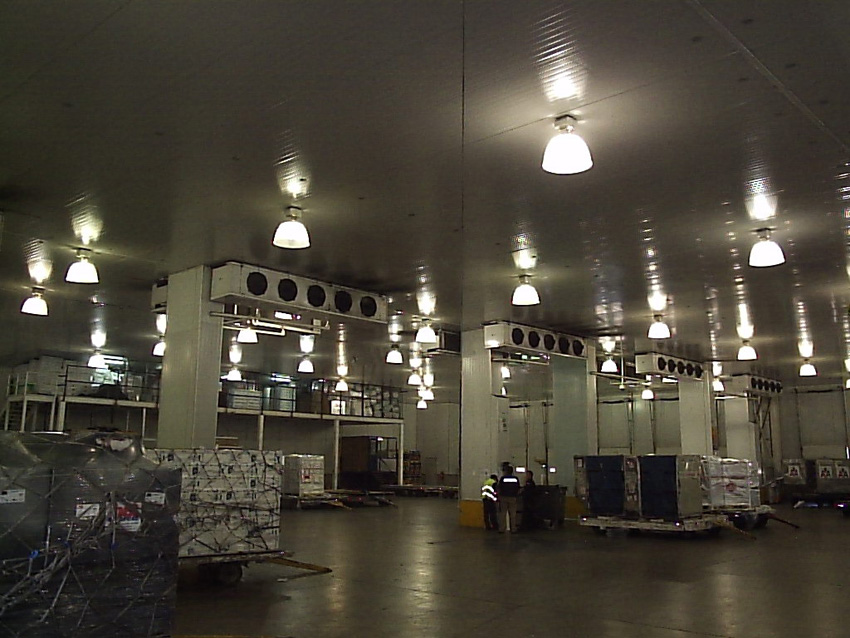
Sala de recepción de planta frigorífica

Desde fines del siglo XIX se usaba amoníaco como gas refrigerante, pero es tóxico y por lo tanto peligroso cuando hay pérdidas de gas. En los años 70 del siglo XIX se lo remplazó por gas de la familia de los cloro-flúor-carbono CFC llamados comercialmente Freón o R11. Hace unos años se descubrió que estos gases son unos los principales causantes del agujero de la capa de ozono, y desde entonces se busca un reemplazante que tenga las mismas características que el Freón pero que se descomponga antes de llegar a la capa de ozono. Una de las alternativas que ha tomado más fuerza curiosamente es el CO2 y parte de una patente de Alexander Twining de 1850. Su uso hasta 1940 fue común pero decayó en favor de los gases anteriormente mencionados. Como consecuencia de la observación del agujero de ozono la comunidad internacional se planteó de nuevo su uso y tras ensayos se plantearon dosis de concentración y de régimen de trabajo óptimos que han hecho de este sistema una clara alternativa comercial.
En el ínterin se sigue usando gases de la misma familia pero que son menos dañinos. En instalaciones grandes con personal de control, se sigue usando amoníaco, también denominado R717.
Como dato histórico, podemos añadir que la demanda de cámaras frigoríficas para la industria y a nivel particular se disparó después de la Segunda Guerra Mundial Archivado el 11 de marzo de 2021 en Wayback Machine., por la importante necesidad de mantener alimentos en condiciones óptimas. 

## Planta frigorífica
El edificio de la planta tiene piso, paredes y techo recubiertos con varias capas de material plástico aislante y entre ellas una chapa metálica para impedir la filtración de humedad (vapor de agua).
El edificio incluye:
1. Cámaras a un costado o a los dos de un corredor. Cada una con una puerta de cierre hermético manual o automática por la cual entran y salen los productos a enfriar. Para facilitar la circulación del aire frío que llega del evaporador ubicado encima del marco de la puerta se debe dejar libre 50 cm de la parte superior y 10 cm de las paredes. Los frutos que llegan de la cosecha pueden venir en cajones estibados o en cajas sobre palés (o pallets) cargados hasta una altura de 1,80 m las cajas vienen en pallets de 1,20 x 1,00 m que se estiban hasta una altura de 1,80 m. Hay diferentes modelos de cajas y diferentes medidas y modelos de palés incluso con armazones para aumentar la estabilidad. En el caso de palés sin refuerzos no es posible montar más que 3 pisos. Los cuartos tendrán una altura de 6,50 m y el montacargas debe tener un mástil capaz de acomodar 3 pisos de palés. Cuando se planifica para 2 pisos, tendrá una altura de 4,50 m.
2. Corredor: No tiene evaporador. La temperatura reinante es intermedia entre la del exterior y la de los cuartos. El frío lo recibe por las paredes de los cuartos y a través de las puertas cuando se abren para sacar o introducir frutos. El ancho del corredor debe permitir una fila de palés o cajones preparados para entregar un pedido o en espera de introducir mercadería, y a la vez el movimiento del montacargas e incluso la posibilidad de girar 90° para entrar a las cámaras. Sobre el marco de las puertas hay termómetros, higrómetros y campanas de alarma para cuando la temperatura del cuarto sube más de lo fijado.
3. Sala de máquinas incluye:
  1. compresor y su motor eléctrico
  2. condensador con ventilador para enfriarlo (cabe señalar que no siempre se encuentra al interior de la sala de máquinas debido a que debe liberar gran cantidad de calor, conforme la magnitud de la instalación)
  3. generador y compresor de emergencia capaz de mantener la temperatura reinante en los cuartos en caso de falla del equipo o de la corriente o desperfecto del compresor
  4. tablero de mandos de la maquinaria y la iluminación
4. Oficinas, vestuario y depósito de repuestos.

El frigorífico es una actividad de capital intensivo. El servicio a la inversión en edificio, aislamiento, instalaciones y maquinaria suma el 50% de los gastos. Otros gastos fijos (personal de mantenimiento y vigilancia, impuestos) suman 15%. Los gastos variables son sólo el 35%. El inversor debe asegurarse la ocupación de las cuartos.
Hay ventajas de escala : los costos del metro cúbico de cuarto frío disminuyen con el tamaño de las instalaciones.

## Frigorífico de frutas y hortalizas
Para sacar el mayor provecho del almacenamiento en el frigorífico de frutas y hortalizas, hay que realizar correctamente operaciones previas en la cosecha y post cosecha, a saber:

### Cosecha
El fruto debe ser cosechado al comenzar el período de maduración para que le quede, después de enfriado, el tiempo necesario para el empaque y las etapas de comercialización y al consumidor le llegue días antes de la completa maduración.
Durante la cosecha se debe evitar que el fruto reciba golpes. En fincas grandes el cosechador deposita el fruto en una bolsa de tela que lleva adherida a la cintura. Cuando está llena vuelca el contenido en cajones, situados entre las filas de los árboles, que pueden contener 300-400 kg de fruta. También es posible que el cosechador deposite el fruto unidad por unidad a los cajones evitando así golpes irreversibles ocasionados muchas veces por las bolsas.
Los cajones que en el pasado eran de madera y ahora generalmente de plástico, son de diferentes medidas. Un modelo es de 1,60 x 1,05 m y 0,60 m de alto y otro 1,12 x 1,12 m y 0,80 m de alto, y tienen patas que encajan en el marco superior de un cajón inferior formando estibas. Un tractor, que tiene montado a la toma de fuerza hidráulica un aplique que lo transforma en un montacargas elevador, lo transporta a un camión y este al patio techado del frigorífico. En fincas pequeñas el cosechador lleva una caja de plástico para 20 kg. Cuando la llena, la lleva a un techado formando estibas y un camión las transporta al frigorífico. El daño a los tejidos por golpes o caídas no se notan en el momento pero el tejido dañado es atacado por bacterias y al poco tiempo se pudre, lo que daña a los frutos que están en la cercanía. En otros casos aparecen manchas en la piel. 

### Parámetros
Cuatro parámetros determinan el comportamiento del fruto en el frigorífico: Temperatura, humedad relativa, tiempo de almacenamiento y si es climáticos o no. Se dan tablas con valores de temperatura y humedad relativa que deben reinar en el cuarto y el tiempo que es posible mantener a frutas y hortalizas. Los valores son aproximados, ya que varían con la variedad y el clima de la región.

### Temperatura
Se puede indicar en forma general que las frutas y hortalizas de clima templado se deben mantener entre 0 °C y 4 °C y los de clima subtropical y tropical de 8 °C hasta 13 °C. Cuando se almacenan frutos con diferentes temperaturas, se tendrá que enfriar a la temperatura más alta por el peligro de deterioro. Las frutas tropicales y las verduras no prolongan su vida útil bajando la temperatura. Cuentan con la ventaja de un período de cosecha largo.

### Humedad relativa
La gran mayoría requiere 95-98 % de humedad. Si la humedad en la cámara es menor que la que corresponde, el aire toma humedad del fruto almacenado y este al salir pesa menos que a la entrada y hay peligro que la piel se arrugue. Si llega al 100% hay peligro que al pasar por el evaporador parte de la humedad se congele.

### Tiempo
Las que mejor responden al enfriamiento son las manzanas y peras (4-5 meses), zanahorias, cebollas y ajos (4-6 meses), papas y batatas hasta la cosecha del año siguiente. Mango, avocado y banano para la exportación se cosechan verdes y van madurando hasta que llegan a destino. El banano que llega a destino verde, se madura en cuartos con etileno.

### Etileno
El etileno es un hidrocarburo (C2H4) que una hormona exhala en determinados frutos en forma brusca al comenzar la maduración e influye acelerándola y dando características particulares de color y textura. Esos frutos son llamados climáticos. Los principales son: 
- De clima templado: manzana, pera, melón, sandía, ciruela, melocotón.
- De clima tropical: avocado, mango, banano, guayaba, kiwi, zapote.

Los no climáticos (que no producen etileno o muy poco) son: uva, oliva, cítricos, liche, piña, frutilla, cereza y hortalizas. Esto determina que no puedan madurar en la misma cámara diferentes frutos climáticos pues se produce un aumento de la cantidad de etileno que apresura excesivamente la maduración y obliga a retirar fruta antes del tiempo programado. Los cuartos con manzanas tienen no solo cuartos separados sino entradas del exterior separadas con el kiwi.

### Cámaras frigoríficas de aire controlado (Atmósfera Controlada)

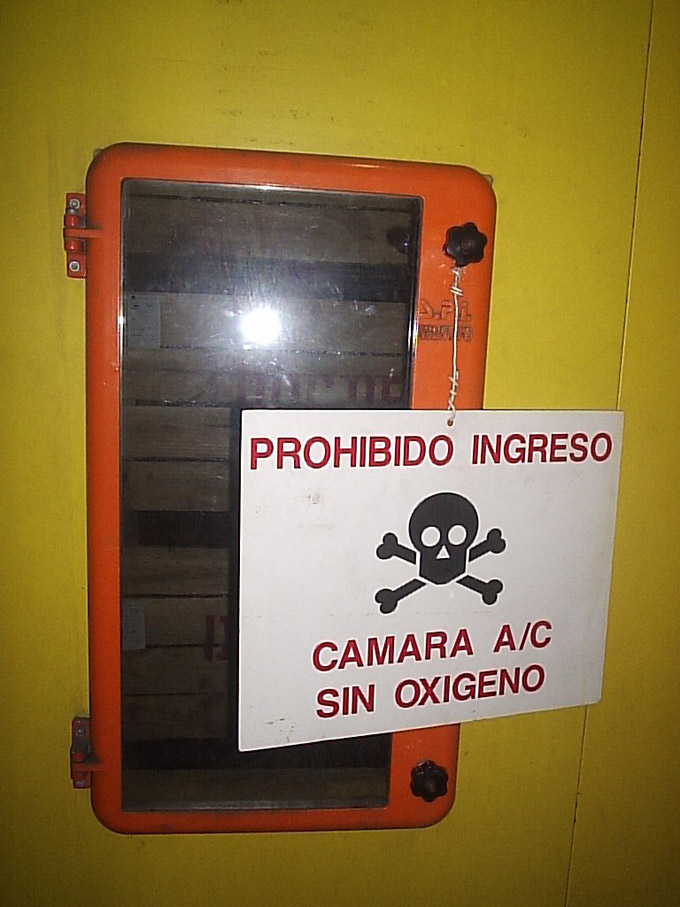
Señalética en cámaras de
atmósfera controlada.

Disminuyendo la proporción de oxígeno en el aire de la cámara, disminuye el ritmo de respiración de la fruta y ello permite prolongar el tiempo que la fruta permanece en el frigorífico. Uno de los métodos es reducir el oxígeno a 1 %, remplazando el faltante con nitrógeno (gas inerte) y manteniendo constante el porcentaje de CO2. Firmas especializadas venden equipos apropiados que cambian la composición de la atmósfera de la cámara y controlan que no varíe durante todo el tiempo hasta la apertura. De esta forma se puede mantener la venta de manzanas y peras hasta la cosecha del año siguiente. En las publicaciones consultadas hay referencia a diferentes fórmulas y equipos que se aplican a otros frutos con el objeto de exportar en contraestación en contenedores con aire tratado, en barco, frigoríficos. 

### Planificación del mercadeo
Productores que envían su producción al frigorífico tienen que planificar su política de mercadeo teniendo para elegir 3 alternativas: 
1. Enviar la cosecha al mercado,
2. mandar al frigorífico,
3. mandar a Aire Controlado.

De acuerdo a las variedades que tiene, puede usar los 3 canales en proporciones diferentes de acuerdo a las características de las variedades que tiene y las del mercado: Un productor de 5 variedades puede decidir para su producción de variedad Orleans mandar 5 0% directamente al mercado, 25 a cámaras frigoríficas comunes y otro 25 % a Ambiente Controlado mientras que de la variedad Johnatan enviar 10 % al mercado, 30 a común y 60 % a controlado. Las otras variedades tienen proporciones intermedias. El costo del enfriamiento en AC es el doble pero el aumento del costo es marginal tomando en cuenta el aumento de la producción que se consigue.

### Enfriamiento rápido
A medida que baja la temperatura, la actividad de las bacterias disminuye y también el ritmo de respiración, por eso es importante llegar en el menor tiempo a +/- 10 °C. En el caso de peras y manzanas se permite llegar en 24 horas pero en muchos casos es necesario llegar más rápido. Para ello hay varias posibilidades, a saber:
- Cámara de enfriamiento rápido: En frigorífico de varias cámaras se instala una con compresor más potente. La carga destinada a una cámara común se coloca primero en la de enfriamiento rápido que llega en pocas horas a alrededor de 10 °C.
- Corrientes de aire frío: En un túnel de aire frío con 100 % de humedad se pasa la fruta ya acomodada en canastillas de plástico. Se aplica para frutilla y cereza.
- Agua fría (hydro cooling): El fruto se sumerge en piletas de agua fría que circula en circuito cerrado. Una cinta transportadora de tubos recoge el fruto lavado y enfriado y lo lleva a la planta de selección, clasificación y empaque y de allí al mercado o al frigorífico. Se aplica a zanahorias, nabo y rábano.
- Enfriado en vacío (vacuum cooling): Para hortalizas de hoja que no pueden pasar por túnel de aire ni agua. Se introduce la hortaliza empacada y acomodada en palés en un cilindro de hierro reforzado donde se hace un vacío de 4 mm de Hg (la presión atmosférica es de 760 mm de Hg). En las condiciones de baja presión, el agua de los tejidos se evapora. El calor latente necesario lo toma de las hojas enfriándolas. Hay además en el interior del cilindro un equipo de enfriamiento. Se aplica a lechuga, espinaca.

## Frigorífico de flores
Las flores se cortan con tallo del arbusto, se acomodan en baldes con agua fría y se llevan al frigorífico del criadero. Si la finca es grande, se clasifican por variedad, color y largo del tallo. Se acomodan en cajas de cartón de acuerdo a pedidos y se envían enfriadas con 100 % de humedad, en camión frigorífico, a clientes o Mercado central de Flores. La temperatura debe estar a pocos grados arriba de 0 °C. Si la finca es chica un camión recoge los baldes y los transporta al Centro de empaque regional. Un inspector controla la calidad, recibe las buenas y entrega recibo de variedad y cantidad.

## Frigorífico de carne
La carne es uno de los componentes principales de la alimentación humana. Se consume de diferentes tipos de animales. Los principales son: vacunos, porcinos y aves de corral y en menor cantidad de ovinos, caprinos y conejos. Para poder ser consumidos deben pasar primero por el matadero donde se realizan diferentes etapas para obtener la carne y otros componentes. 

### Enfriar vacuno
El proceso del sacrificio de vacunos incluye: aturdimiento y desangrado por la vena yugular (la sangre se recoge). El animal se cuelga por las patas traseras de un carril montado sobre un riel. Las operaciones siguientes son: desollado de la piel (ésta es enviada al saladero para su conservación temporal), corte de las patas, corte de la cabeza (pasa a línea secundaria de procesamiento), extracción de las vísceras torácicas y abdominales (las destinadas al consumo humano o industrial pasan a línea de procesamiento lateral), corte de la carcasa a lo largo de la columna vertebral y finalmente lavado. 
Durante todo el proceso, aún habiendo ventilación y enfriamiento del aire, la temperatura de la media canal es de 35-38 °C y si bien la carne del animal vivo es aséptica, el contacto del personal y sus herramientas con la carcasa traen bacterias que a esa temperatura se desarrollan rápidamente. En esas condiciones la carne tiene una vida útil de 1-2 días, insuficiente para llegar al consumidor. Es imprescindible bajar la temperatura, y por esa causa el matadero debe incluir cuartos frigoríficos para bajar la temperatura a 4 °C (7 °C en el interior de la sección más gruesa). La cantidad de cuartos es función del ritmo de trabajo del frigorífico, tomando en cuenta que el proceso dura de 24 a 36 horas según el tamaño de las medias canales y que la primera que entra al cuarto no debe esperar más de media hora hasta que comience el enfriamiento. Se puede establecer un proceso continuo con un túnel con cinta transportadora de tejido de acero inoxidable donde se depositan las medias canales, que reciben aire frío a contracorriente a 4-5 °C de temperatura. En estas condiciones la vida útil es de un máximo de 3-5 semanas. El matadero puede entonces establecer un centro de distribución con un stock de 2-3 semanas de producción para abastecer a mayoristas de ciudades vecinas y supermercados respetando que las entregas sean FIFO (primero que entra es el primero que sale).

### Congelar
Cuando la carne está destinada a exportación o es necesario almacenar excedentes de producción por un período mayor de 3-5 semanas, es necesario congelar la carne a -30 °C. A esa temperaturas las bacterias resistentes al frío mueren y la vida útil es de 1 año o más. El cuarto de congelación recibe carne a 5 °C y el equipo frigorífico envía fuertes corrientes de aire entre -30 y -40 °C. Si la corriente es suficientemente fuerte, el cambio de estado del agua que está entre los tejidos cambia de estado formando pequeños cristales. Si el cambio es lento, en el período de cambio de estado el agua se reúne en gotas que forman cristales grandes que rompen fibras de los tejidos musculares y cambian la estructura y el gusto de la carne. Se ofrecen en el mercado cámaras prefabricadas y túneles, cada uno con el equipo necesario para congelar a variadas temperaturas, con velocidad del aire de hasta 6 m/sec y HR 95 %. El proceso de congelación dura para media canal entre 12 y 18 h. La carne congelada se envuelve con una capa de tejido de algodón y otra de plástico con indicaciones. El costo del congelado es mucho mayor que el enfriado.

### Deshuesar
Un proceso alternativo es pasar la media canal del matadero a una sala refrigerada para deshuesar y separar cortes en la media canal acomodando en una caja de cartón los cortes de primera y en otro los cortes para la «industria» (preparación de fiambres, embutidos, hamburguesas, enlatados). Las cajas se acomodan en una congeladora de placas que congelan a -30 °C. De esta forma se reduce el peso en un 30 y el volumen en un 50 %. Los huesos van al digestor para producir harina de huesos.
En las congeladoras de placas, éstas actúan como evaporadoras tomando calorías de los productos que se colocaron entre las capas. Al hacer funcionar el equipo las placas presionan las cajas para mejor transmisión de calor. 

### IQF
Individual Quick Freezing es un proceso de congelación que se realiza en cortes de carne previamente enfriadas. En túneles con cinta de acero inoxidable se depositan los cortes (no gruesos) que reciben fuertes corrientes de aire que bajan la temperatura de los cortes a -20 o -30 °C. Un tablero de mandos permite variar la velocidad de la cinta. Al salir del túnel pasan al empaque, que envuelve al corte en una bolsa de plástico especial que no deja pasar gases. El extremo abierto se conecta a una bolsa de vacío y se sella. El desarrollo de estos sistemas se basan en el uso de los congeladores domésticos donde es posible mantener productos a -18 °C (0 °F) y así tener una reserva de carne en el hogar.

## Frigorífico de pescado
El pescado es más sensible que la carne al ataque de bacterias. Enfriado a temperaturas cercanas a 0 °C tiene una vida útil de pocos días. Como ejemplo: bacalao y salmón 3 días, camarón 2, atún y arenque 1. No queda tiempo para el mercadeo. El procedimiento normal es congelar a -20 °C o más bajo.
Los barcos pesqueros de alta mar están provistos de cuartos frigoríficos donde mantienen la pesca cercana a los 0 °C, o en su defecto en cajas con hielo en escamas o en piletas con agua de mar enfriada a cerca de 0 °C. Los barcos-factorías tienen también cuartos para congelar. De vuelta a la costa, se envía la pesca a la planta de procesamiento más cercana. Si es de peces medianos o chicos, por un caño con corriente de agua de mar, y si son grandes con montacargas. La primera etapa en la planta es la limpieza, que se hace de forma manual o mecánica de acuerdo al precio de la mano de obra y el tipo de pescado. Las operaciones incluyen: 
1. clasificación por largo
2. eviscerado
3. decapitado
4. retirada de la piel
5. fileteado
6. molido, eliminando huesos y aletas
7. pelar escamas de camarón
8. clasificación por tamaño o peso
9. en peces medianos, corte de tajadas
10. formación de bloques de pescados pequeños o de filetes a congelar

Para algunas operaciones hay diferentes modelos de acuerdo a la variedad y al tamaño del pescado a procesar.

### Congelado
Se realiza en cuartos frigoríficos con fuertes corrientes de aire a -30 a -40 °C. Los peces grandes como atún y bacalao se cuelgan en carriles que corren en un riel similar al de las medias canales. Ventiladores en la pared perpendicular al riel envían fuertes corrientes de aire. El pescado de tamaños menores se acomoda en bandejas que se introducen en carretas que ruedan al cuarto, y sobre ellas hay un evaporador. Un ventilador adosado al evaporador manda una corriente a las carretas y otro en el extremo opuesto absorbe el aire que pasó por las carretas. Se genera así un circuito cerrado que va bajando la temperatura hasta llegar a la fijada. Se retiran las carretas del cuarto, se sacan las bandejas y se introduce otra carga de pescado en bandejas. De ser posible se establece un tren de carretas de manera que de un extremo del cuarto se retira la carreta con la carga congelada y se introduce otra cargada con pescado a congelar por el otro extremo.

### IQF
En un túnel de congelado con malla de acero inoxidable se colocan pescados o filetes que caen congelados al otro extremo por corriente de aire a temperatura fijada. Un factor importante para determinar el tiempo de la congelación es el espesor. La velocidad del aire no tiene mucha influencia en la velocidad del descenso de la temperatura según el espesor del pescado. El tablero de comando del túnel permite variar los diferentes parámetros (velocidad de la cinta, velocidad del aire).

### Empacado al vacío
Las congeladoras domésticas están programadas para mantener una temperatura de -18 °C (0 °F), suficiente para la compra de pescado y filetes congelados empacados al vacío. Al salir de la cinta o del cuarto de congelado se embolsan en plástico impermeable a los gases. Se hace el vacío en la bolsa y se sella.

## Frigorífico de fruta seca
El pecán es la nuez que necesita mantenerse en frigorífico a -2 a -4 °C y humedad relativa de 60-70 %. Antes del almacenado se debe retirar la piel seca del fruto. Generalmente el frigorífico forma parte de la planta que incluye selección, clasificación partido de la nuez y empaque. Las otras variedades no exigen frigorífico.

## Frigorífico de huevos
Generalmente los huevos se almacenan en época de máxima producción hasta la de baja. La temperatura del cuarto debe ser de -1 °C y HR de 82 a 85 %. Los huevos absorben olores, por lo se recomienda mantenerlos en cuartos separados.